# Cybaeus devius
Espèce
Cybaeus devius est une espèce d'araignées aranéomorphes de la famille des Cybaeidae.

## Distribution
Cette espèce est endémique de Californie aux États-Unis,. Elle se rencontre dans le comté de Madera vers North Fork.

## Description
La femelle holotype mesure 4,70 mm.

## Publication originale
- Chamberlin & Ivie, 1942 : « A hundred new species of American spiders. » Bulletin of the University of Utah, vol. 32, no 13, p. 1-117.